# Лущик, Чеслав Брониславович
Чеслав Брониславович Лущик (эст. Tšeslav Luštšik, 15 февраля 1928, Ленинград — 8 августа 2020) — советский и эстонский физик, член Эстонской академии наук (1989), заслуженный деятель науки Эстонской ССР (1988).

## Биография
Родился в семье с польскими корнями, уже в третьем поколении жившей в России.
Детство провёл в Ленинграде, ребёнком пережил ужасы первого года блокады Ленинграда, с февраля 1942 года работал в 5-м аварийно-строительном батальоне аварийно-восстановительного полка города Ленинграда.
Летом был эвакуирован в Казахстан, через два с половиной года вернулся в Ленинград.
В 1945 году с золотой медалью окончил мужскую ленинградскую среднюю школу № 284. В 1946 году поступил на физический факультет Ленинградского университета. В 1951 окончил университет с отличием и поступил в аспирантуру. В 1954 году защитил кандидатскую диссертацию по термоактивационной спектроскопии кристаллов на соискание степени кандидата физико-математических наук.
В мае того же года, по приглашению своего научного руководителя Фёдора Дмитриевича Клемента, переехал в Тарту.
С 1954 по 1959 год старший научный сотрудник Института физики и астрономии АН Эстонской ССР, жил и работал в Тарту.
В 1962 году получил учёную степень доктора физико-математических наук, в том же году избран членом-корреспондентом АН Эстонской ССР. В 1968 году присвоено звание профессора в области экспериментальной физики твёрдого тела. В 1960—2004 годах занимал различные должности, заведовал Лабораторией люминесценции Института физики и астрономии ЭССР (с 1973 года Институт физики Тартуского университета).
С 2005 по 2012 год возглавлял Лабораторию физики ионных кристаллов. В 2013—2018 годы работал научным консультантом Института физики Тартуского университета.

## Научные интересы
Вёл исследования по спектроскопии и радиационной физике твёрдого тела. Создал научную школу